# Palazzo dell'Università (Strasburgo)

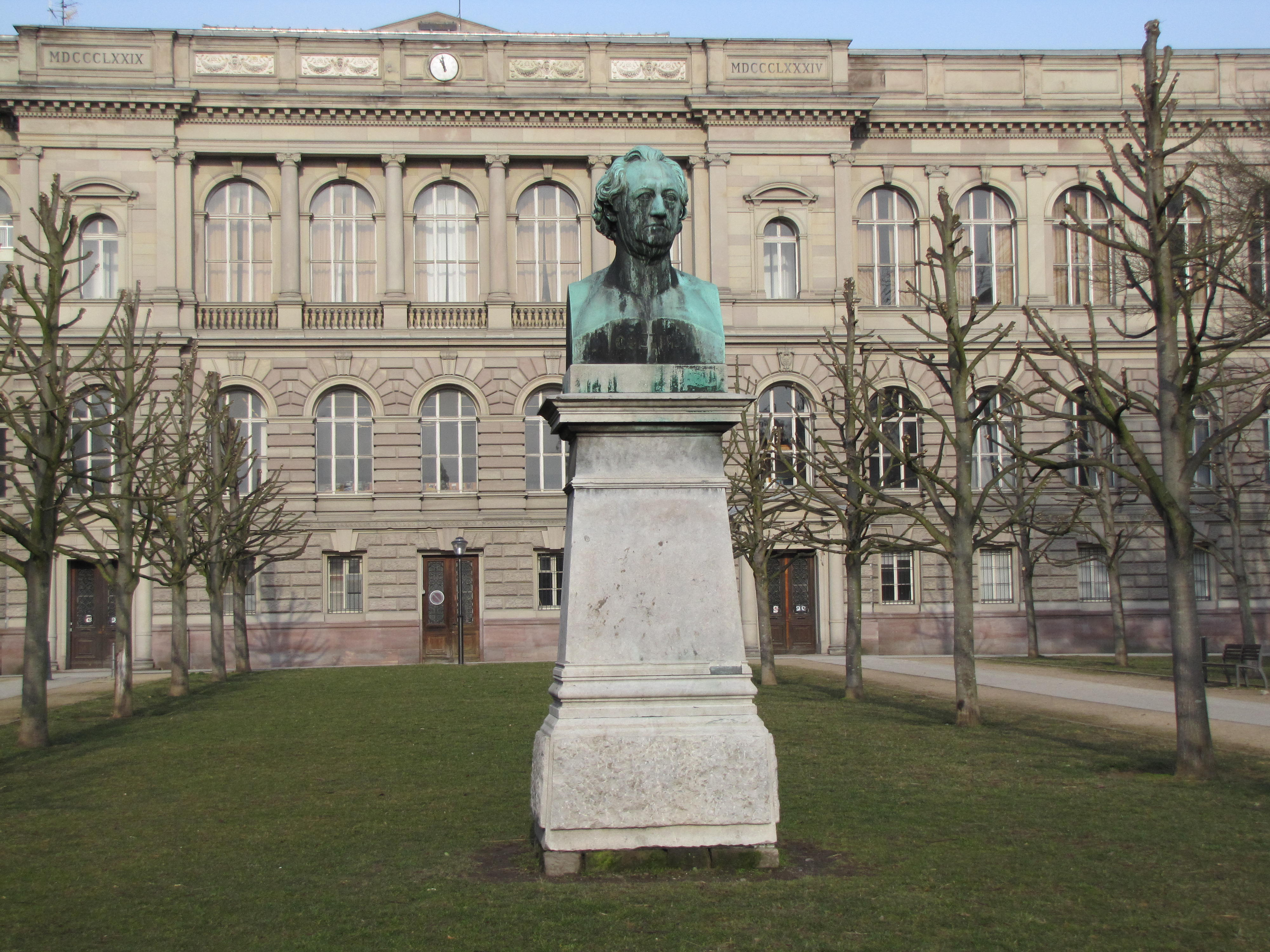
Retro del palazzo con l'edificio, il giardino e il busto di Goethe

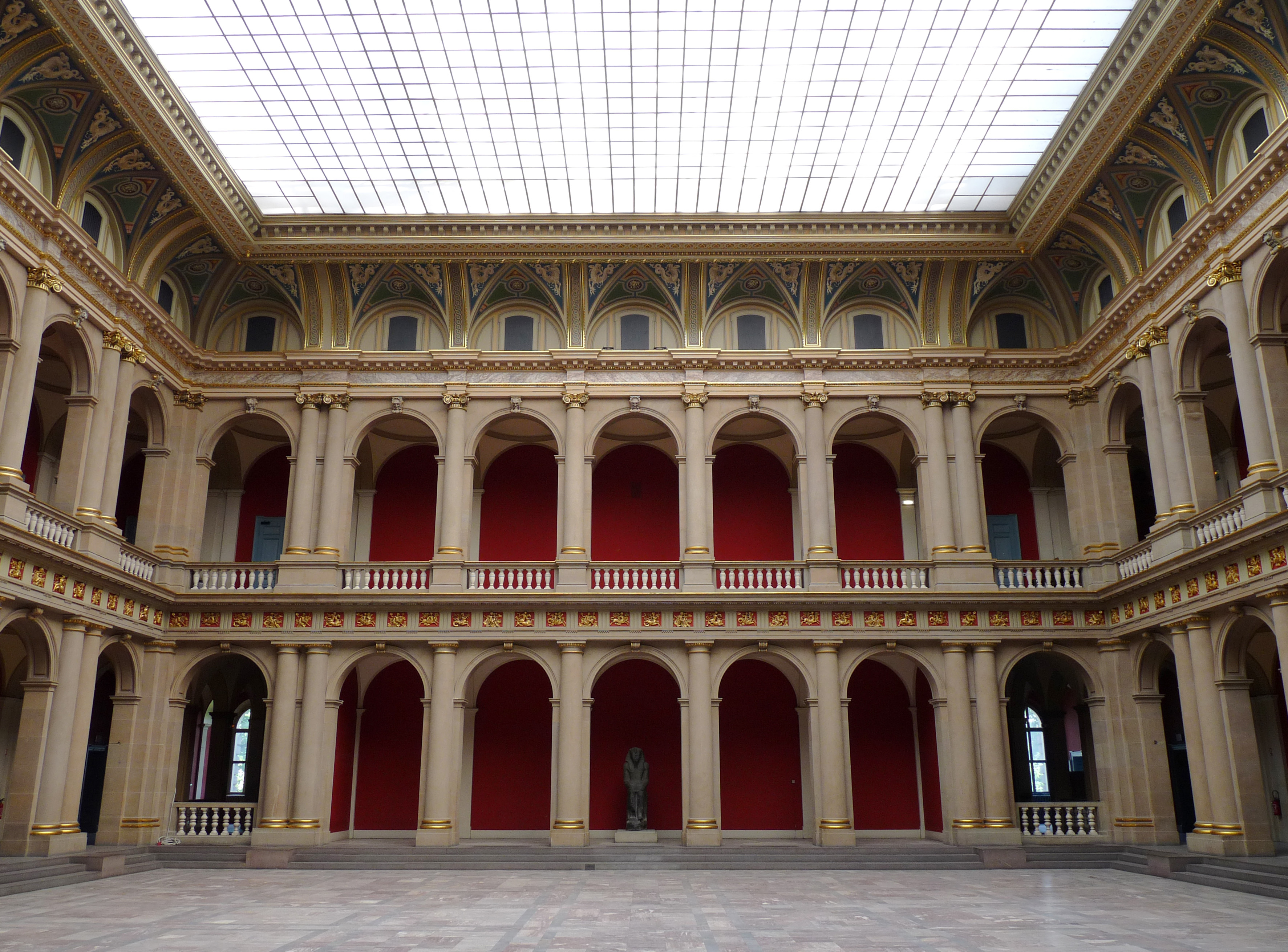
La sala Grande, o Aula

Il palazzo dell'Università di Strasburgo è un grande edificio in stile neoclassico, costruito tra il 1879 e il 1884 sotto la direzione dell'architetto tedesco Otto Warth. Venne inaugurato nel 1884 da Guglielmo I, imperatore di Germania. Sito nell'Avenue de la Liberté (ex Kaiser-Wilhelm-Straße), si trova di fronte al monumentale ex palazzo imperiale (Kaiserpalast).
L'edificio fu per diversi decenni il centro della nuova imperiale Università di Strasburgo. La vecchia università si trasferì dall'edificio che aveva occupato per secoli, il Jean Sturm Gymnasium, al nuovo ubicato nella Neustadt.

## Italianità del progetto
L'architetto, Otto Warth (1845–1918), di Karlsruhe, era ancora giovane quando venne incaricato del progetto. Era appena tornato da un anno di studi in Italia e la sua passione per l'architettura classica italiana è riflessa in alcuni particolari del palazzo.

## L'Aula
Uno degli elementi più rappresentativi del palazzo è l'Aula, che misura metri 25 x 29 e 16 di altezza, che Warth modellò su quella di Villa Garzoni a Pontecasale, Candiana.
 Essa è decorata con una monumentale statua di Ramses II seduto, alta 2,15 metri, trasferita nel 1933 da Pierre Montet.
Nel 2012 l'Aula venne dedicata a Marc Bloch, ex professore dell'università, ucciso dai nazisti nel 1944.

## Statuary
Il palazzo è caratteristico per le 36 staue presenti sulla facciata, omaggio a numerosi scienziati, teologi, teorici e pensatori dell'universo tedesco, e tra essi Lutero, Leibniz, Calvino, Kepler, Kant, Spener, Lessing, Gauss.

Due statue allegoriche rappresentanti Germania e Argentina (Strasburgo), la prima rimossa nel 1918 e l'altra distrutta nel 1945, sono state reinserite nelle rispettive nicchie della facciata nel 2014, dopo un restauro o copia fatta sulla scorta di foto d'archivio.

## Monumento storico
Il 21 maggio 1990, la hall, l'Aula e la scalinata monumentale sono stae classificate monumento storico.

## Consiglio d'Europa
L'Assemblea parlamentare del Consiglio d'Europa tenne la sua prima sessione in questo edificio, dall'8 agosto al 10 settembre 1949.

## University Press
La Presses Universitaires de Strasbourg, considerata l'editrice universitaria più antica di Francia, vi ha la sua sede dalla sua fondazione nel 1920.

## Gipsoteca
Il piano terra dell'edificio ospita la Gypsothèque de Strasbourg, nota anche come Musée des moulages (museo dei calchi di gesso). Questa collezione venne iniziata con i fondi della Kaiser-Wilhelms-Universität nel 1872 da Adolf Michaelis, uno studioso pioniere della storia dell'arte. Assieme a calchi di opere come Gruppo dei Tirannicidi, Apollo del Belvedere, Afrodite cnidia e delle metope del Partenone, il museo espone calchi di opere di Antoine Bourdelle. La collezione è la seconda del genere in Francia e la più grande a livello universitario in Francia. Venne trasferita nel pianterreno del palazzo nel 1939, all'inizio della seconda guerra mondiale, e vi è rimasta fino ad oggi, anche se sono stati periodicamente fatti degli studi per spostarla in un altro edificio.

## Galleria d'immagini

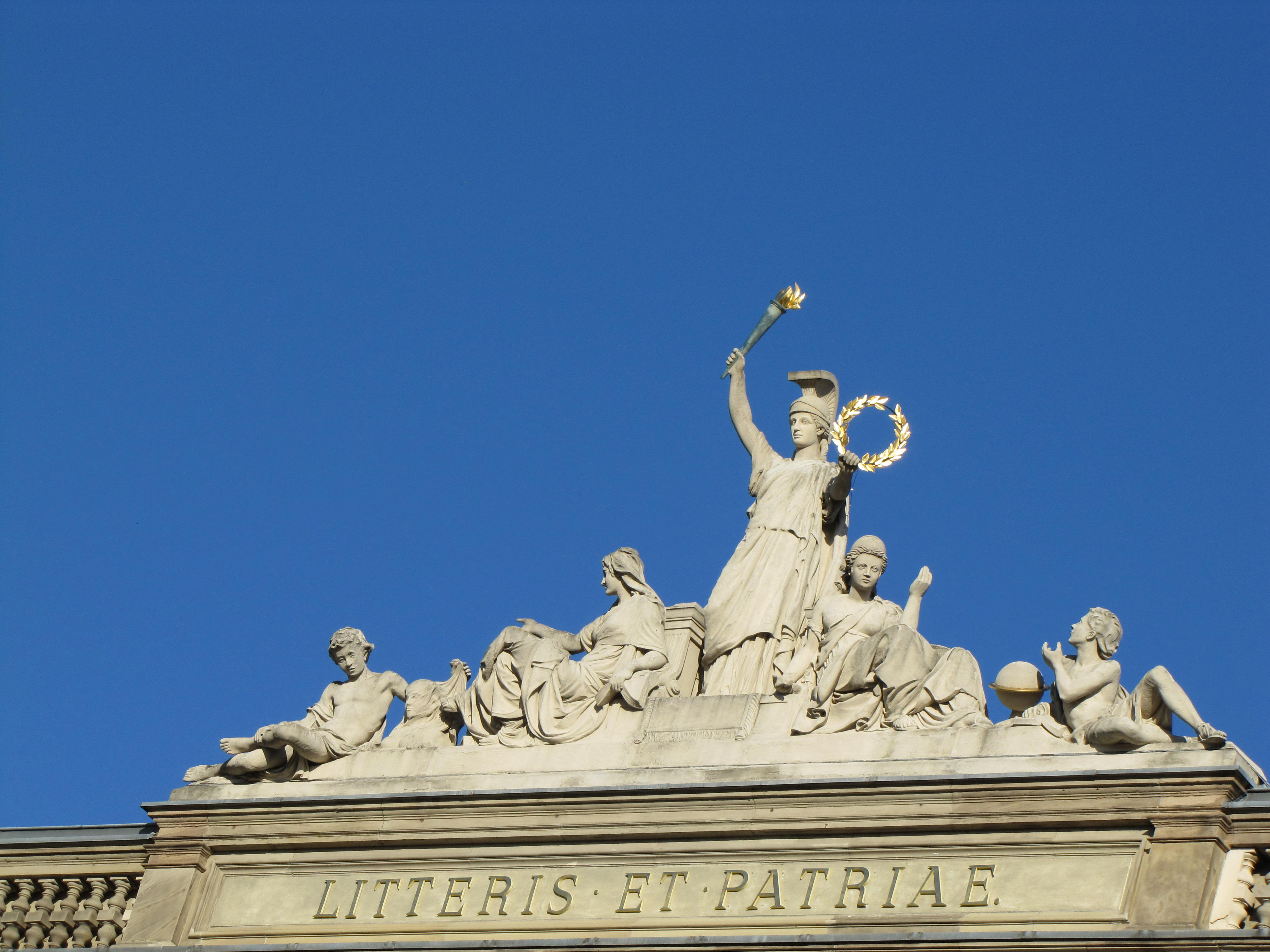
Particolare sulla sommità della facciata
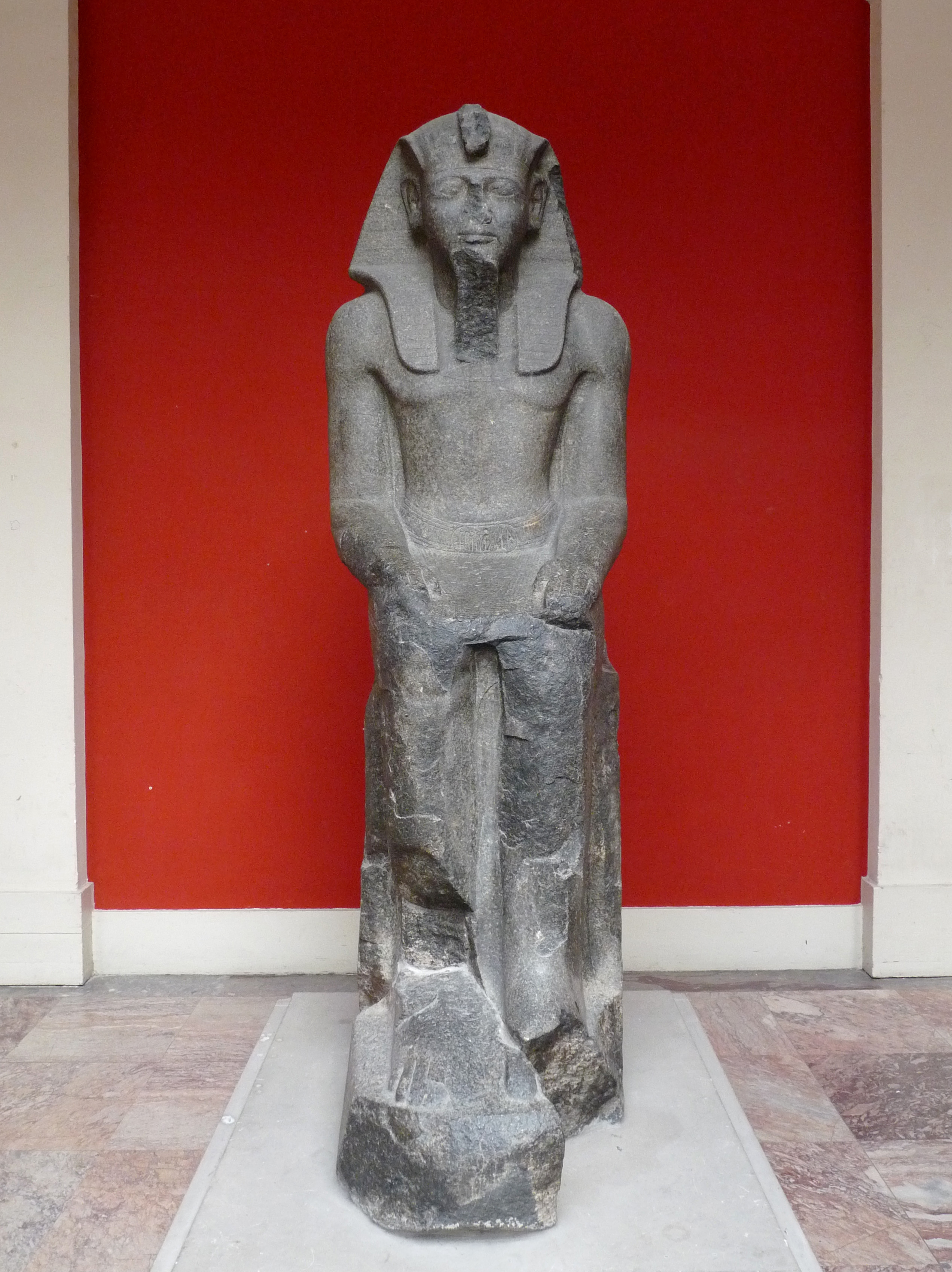
Statua di Ramses II nella Grande hall
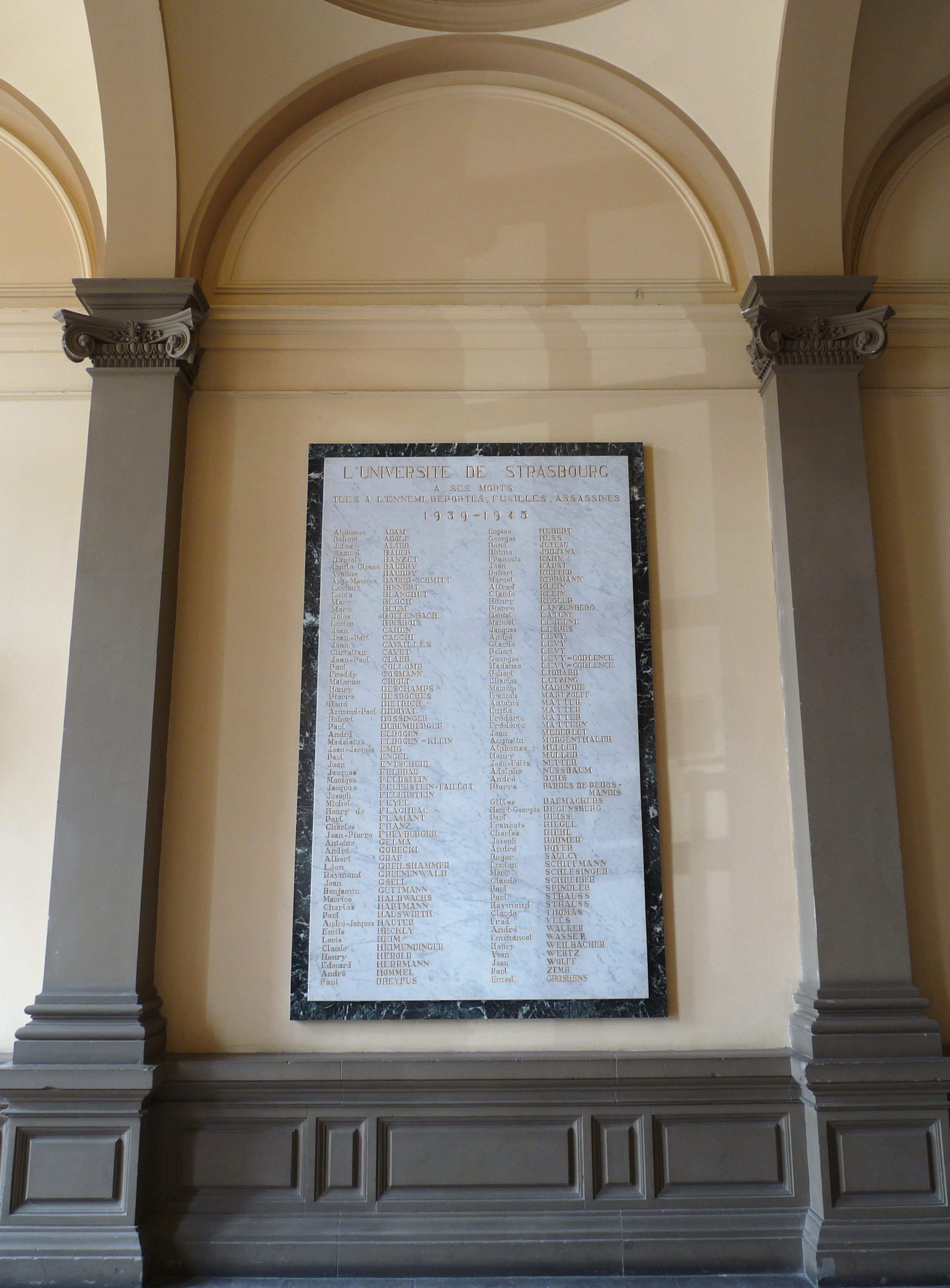
Targa commemorativa della seconda guerra mondiale all'interno del palazzo
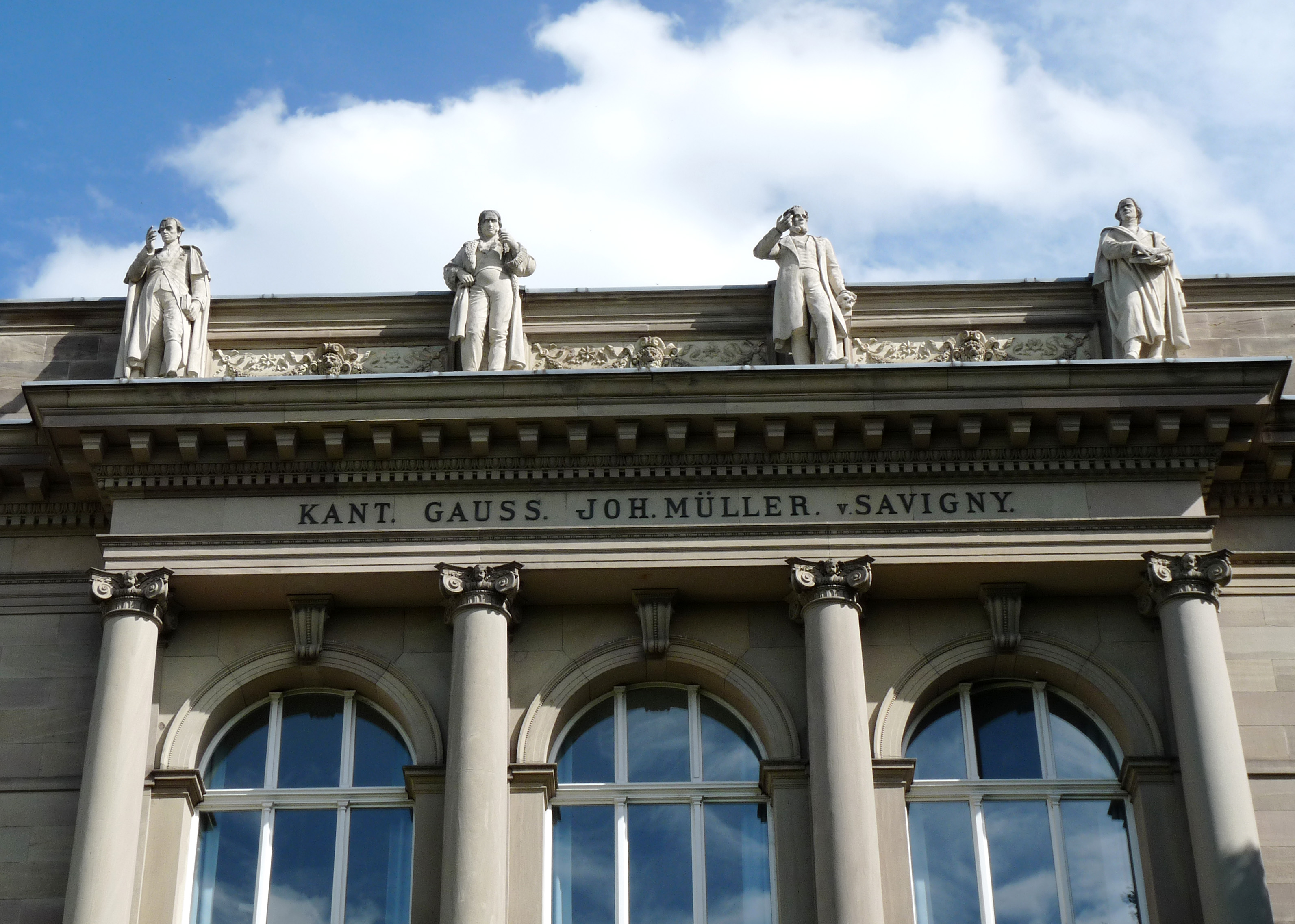
Quattro delle statue di uomini illustri sulla facciata (per leggere i nomi, cliccare sulla foto)
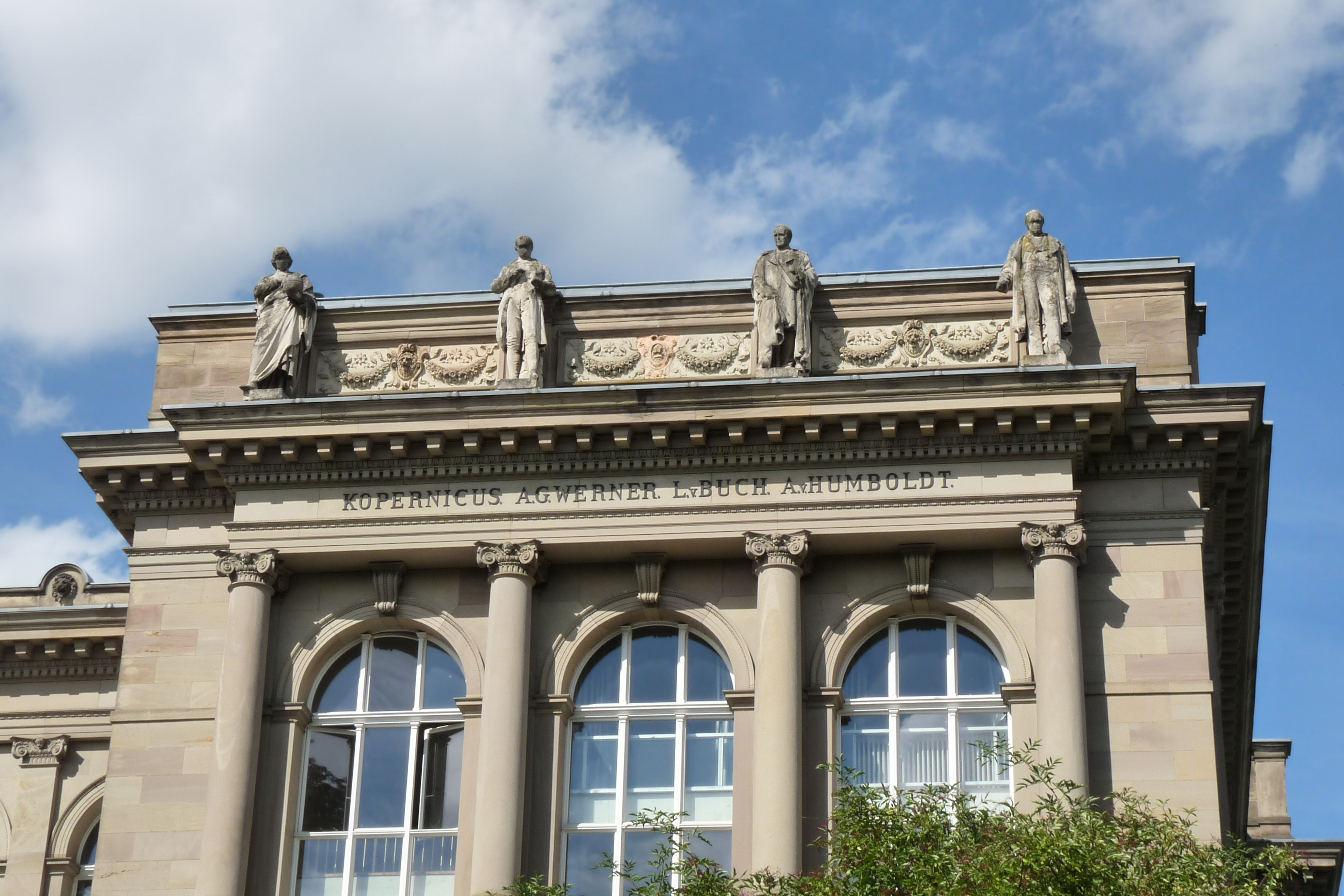
Altre quattro
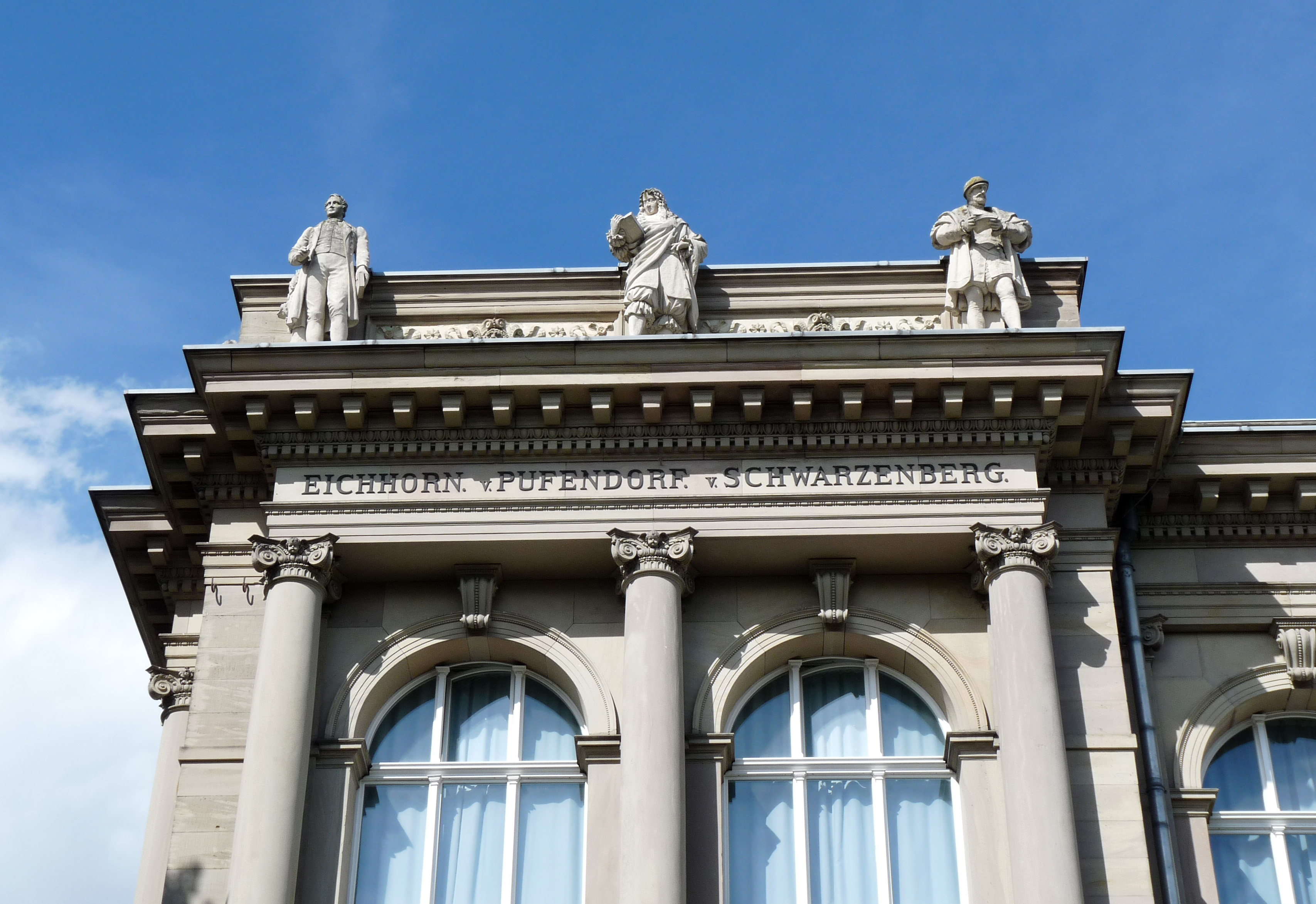
Altre tre
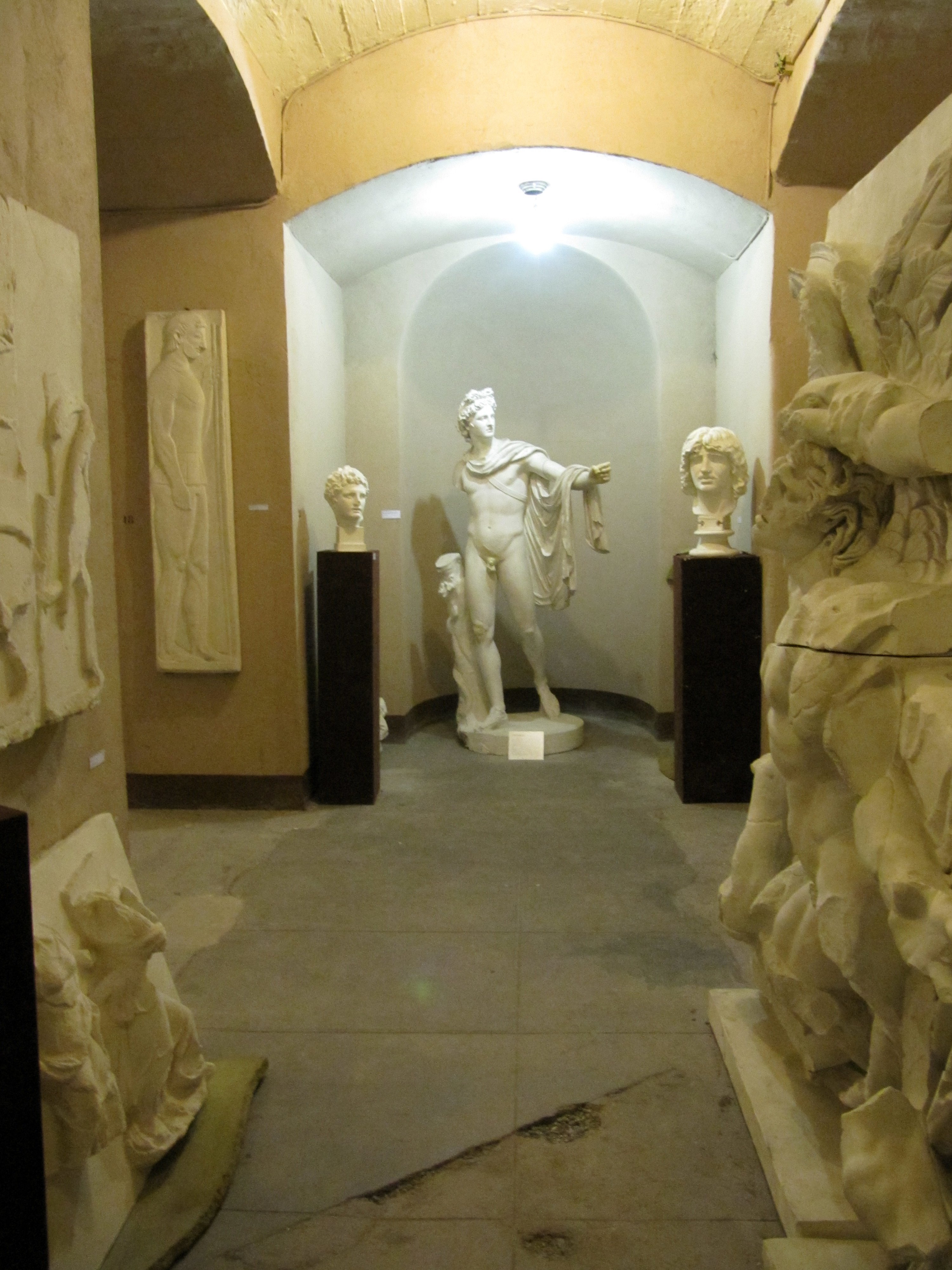
Interno della Gypsothèque al pianoterra del palazzo
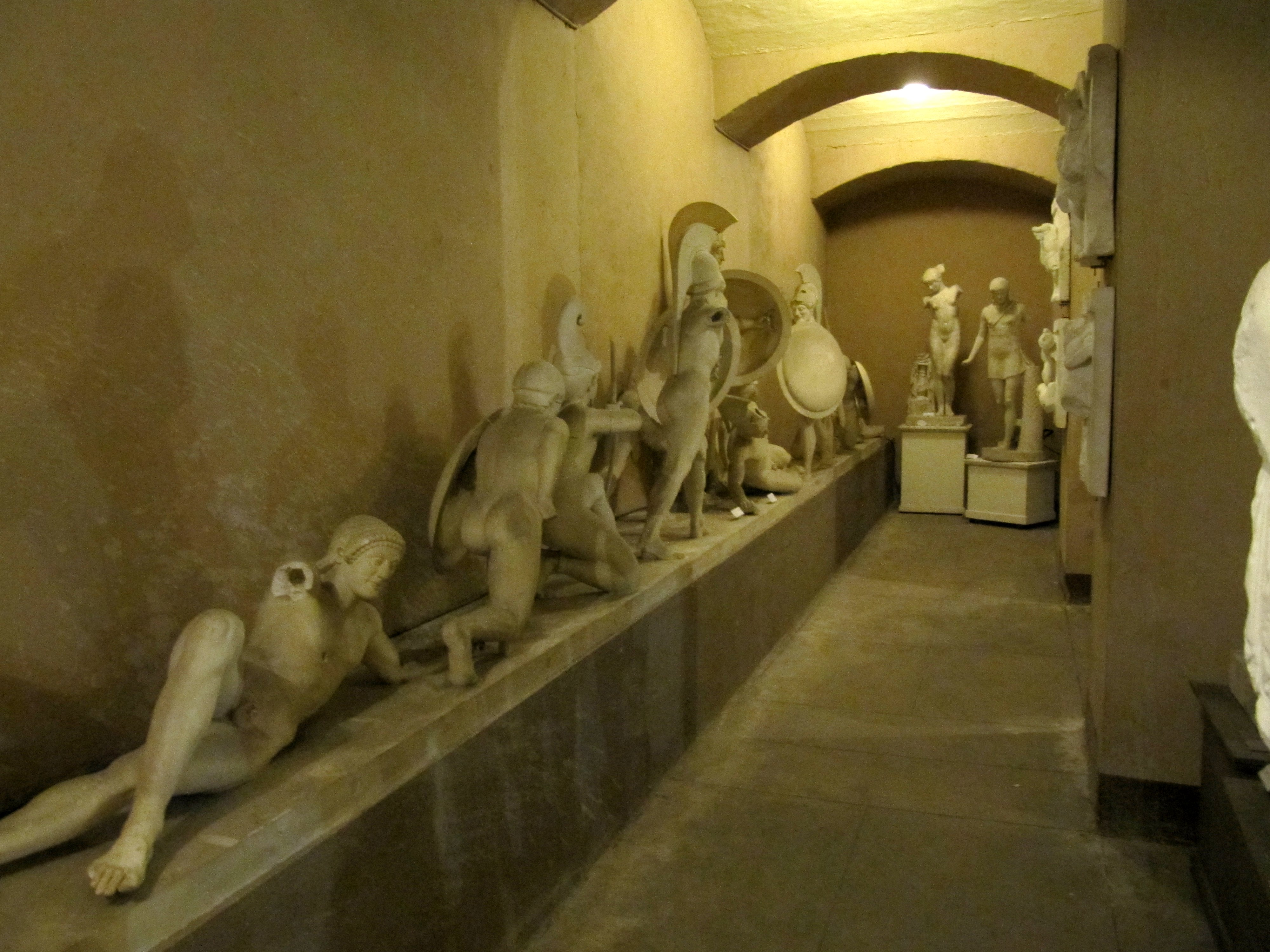
Interno della Gypsothèque al pianoterra del palazzo